# ويليام كوري (سياسي)
ويليام كوري هو محامي وسياسي أمريكي، ولد في 1779، وتوفي في 16 ديسمبر 1833 في سينسيناتي في الولايات المتحدة. انتخب عضو مجلس نواب أوهايو ‏.